# Stazione di Hongōdai
La Stazione di Hongōdai (港南台駅?, Hongōdai-eki) è una stazione ferroviaria della città giapponese di Yokohama, nella prefettura di Kanagawa. Si trova nel quartiere di Sakae-ku ed è servita dalla linea Keihin-Tōhoku, parte della linea Negishi della JR East.

## Storia
L'area attorno alla stazione di Hongōdai era un tempo parte dei magazzini di carburante per la Marina imperiale giapponese, con una linea ferroviaria che la connetteva alla stazione di Ōfuna. Nel dopoguerra l'area divenne un'importante area di stoccaggio chiamata "Ōfuna PX", che supportava le commissioni delle diverse basi americane dislocate nell'area circostante. La proprietà dell'area ritornò al governo giapponese nel 1965 e si sviluppò in un distretto residenziale. La linea Keihin-Tōhoku delle Ferrovie Nazionali Giapponesi (JRN) venne estesa dal suo allora capolinea di Yōkōdai a Ōfuna nel 1973 e la stazione di Hongōdai venne inaugurata il 9 aprile dello stesso anno. A partire dal 1º aprile 1987, la stazione è gestita dalla JR East, dopo la privatizzazione della JNR.

## Linee
- East Japan Railway Company
- ■ Linea Keihin-Tōhoku

## Struttura
La stazione JR di Hongōdai è realizzata in superficie, con un binario a isola centrale servente due binari
| 1 | ■ Linea Keihin-Tōhoku - Negishi |  | per Hongōdai e Ōfuna                        |
| 2 | ■ Linea Keihin-Tōhoku - Negishi |  | per Yokohama, Kawasaki, Tokyo, Ueno e Ōmiya |
| 2 | ■ Linea Yokohama                |  | per Shin-Yokohama, Machida e Hachiōji       |

## Stazioni adiacenti
| «                              | Servizio                       | »                              |
| Linea Keihin-Tōhoku - Hongōdai | Linea Keihin-Tōhoku - Hongōdai | Linea Keihin-Tōhoku - Hongōdai |
| ------------------------------ | ------------------------------ | ------------------------------ |
| Kōnandai                       | -                              | Ōfuna                          |